# Екатерининский проспект
Екатери́нинский проспект — проспект в Красногвардейском районе Санкт-Петербурга. Проходит от проспекта Маршала Блюхера за Волго-Донской проспект. Продолжает на север проспект Энергетиков.

## История и достопримечательности

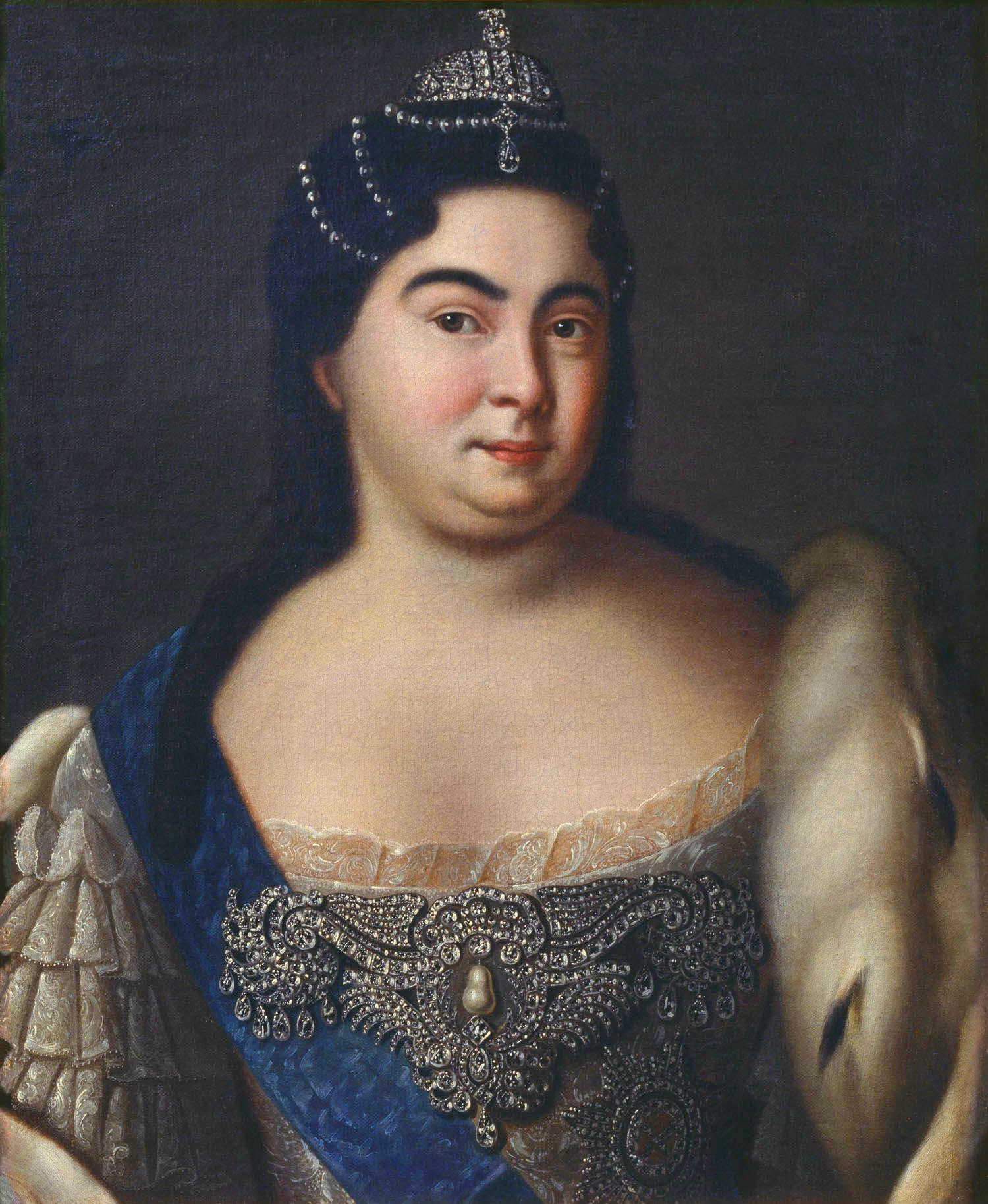
Екатерина I. Портрет неизвестного художника

До 1903 года проспект носил название Охтенская дорога и проходил от современного шоссе Революции до дороги в Рыбацкое. В 1903 году, к 200-летию Санкт-Петербурга, ряд улиц Пискарёвки получили названия в честь ближайших сподвижников Петра I. В частности Охтинская дорога получила название Екатерининский проспект, в честь жены Петра I — Екатерины I. Впоследствии протяжённость дороги постоянно сокращалась.
В 1907 году исчез участок проспекта до дороги в Рыбацкое, проспект стал доходить до ныне несуществующей Огородной дороги, проходившей севернее современной Шатёрной улицы, а в 1920-х годах проспект был укорочен до Шатёрной улицы.
В 1960-х годах, во время тотальной реконструкции и застройки Пискарёвки часть проспекта от шоссе Революции до дома № 9 по улице Маршала Тухачевского вошла в состав последней, а участок от улицы Маршала Тухачевского до проспекта Маршала Блюхера вошёл в жилую застройку. Тогда же к Екатерининскому проспекту стали относить проезд вдоль железнодорожных путей к Пискарёвскому путепроводу.
В 1970-х годах исчезла часть Екатерининского проспекта севернее Шафировского проспекта.
В 2007 году, после реконструкции Пискарёвского путепровода, проезд вдоль железной дороги был расширен, продлён под путепроводом и соединён с Брюсовской улицей. Постановлением правительства Санкт-Петербурга № 1240 от 03.10.2008 проезд выделен в самостоятельную Репнинскую улицу.

## Здания и сооружения

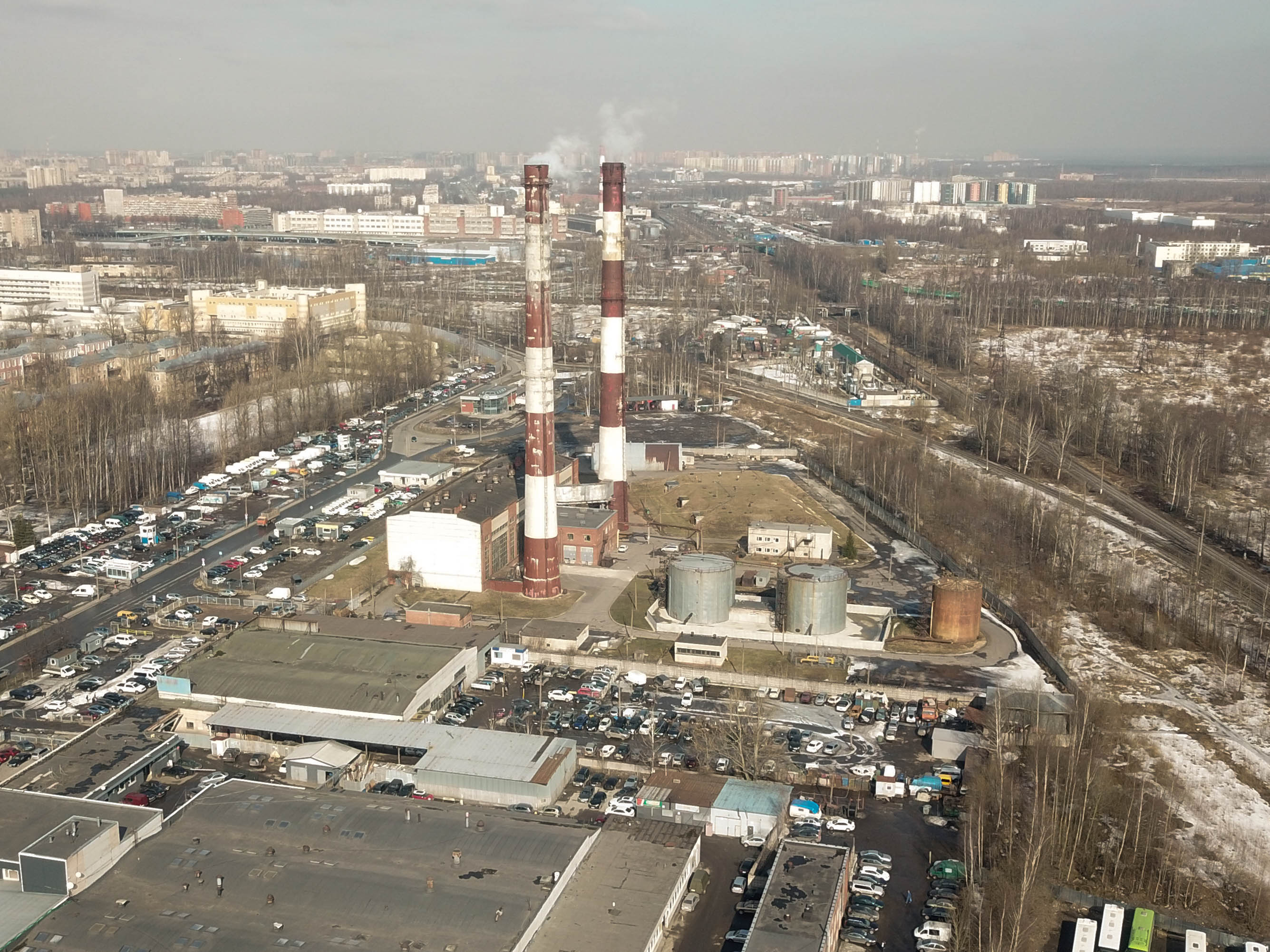
4-я Красногвардейская котельная и Екатерининский проспект (левая часть снимка)

К Екатерининскому проспекту примыкает (хотя имеет адреса по Пискарёвскому проспекту) часть комплекса зданий построенной в 1910—1914 годах больницы Петра Великого. В здании бывшей часовни больницы с 2000 года действует церковь Святых Апостолов Петра и Павла.
Почти на всём протяжении проспект занят парковками фирм, занятых торговлей и обслуживанием автомобилей. Это продолжение известного ещё с советских времён «авторынка на Энергетиков». Здесь продавали и продают в основном поддержанные автомобили. На Екатерининском проспекте также расположены бюро судебно-медицинской экспертизы (дом № 10) и 4-я Красногвардейская котельная (дом № 17).

## Транспорт
По Екатерининскому проспекту проходит маршрут автобуса № 137. Также на Екатерининском проспекте останавливаются маршруты № 22, 102, 106, 123, 136, 137, 183, 264, 271 (только на участке между Бестужевской улицей и проспектами Маршала Блюхера (дублёром) и Энергетиков).

## Пересечения
Проспект пересекает или граничит со следующими проспектами и улицами:
- проспект Энергетиков
- проспект Маршала Блюхера
- Бестужевская улица
- Репнинская улица
- Волго-Донской проспект (фактически отсутствует)